# 普費特拉赫河
48°32′58″N 12°10′06″E / 48.5495°N 12.1684°E

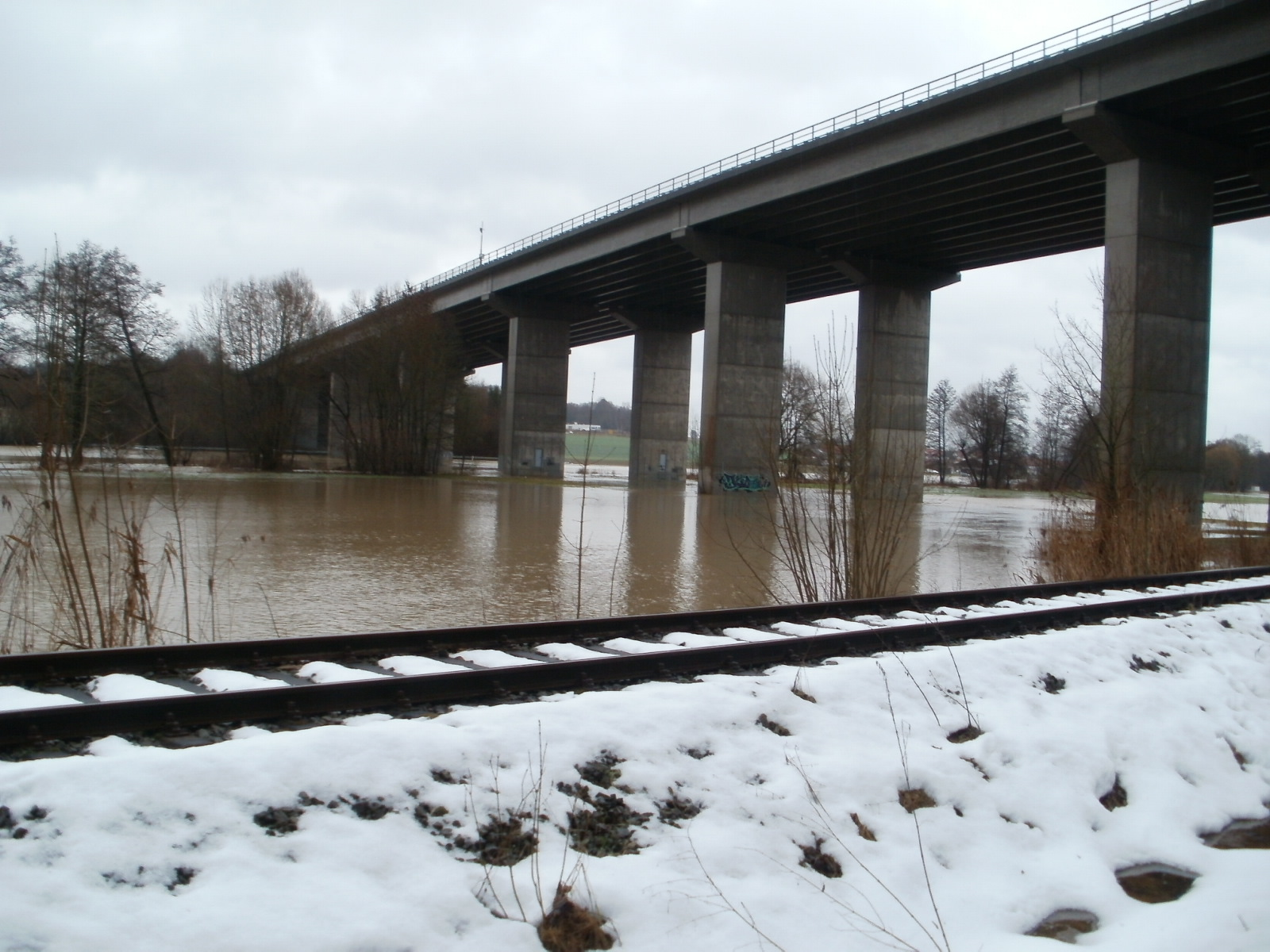
普費特拉赫河

普費特拉赫河（德語：Pfettrach），是德國的河流，位於該國東南部，由巴伐利亞負責管轄，屬於小伊薩爾河的支流，河道全長21.4公里，流域面積167平方公里，發源自上敘斯巴赫以北。